# Équipe d'Angleterre de football au Championnat d'Europe 1968
L'équipe d'Angleterre de football dispute sa première phase finale de championnat d'Europe lors de l'édition 1968 qui se tient en Italie du 5 juin 1968 au 10 juin 1968. Les Anglais se présentent à la compétition en tant que champions du monde, à la suite de leurs sacre en 1966.
L'Angleterre es battue en demi-finale par la Yougoslavie 1-0 sur un but de Dragan Džajić à quatre minutes du terme du match. Lors de la petite finale contre l'Union soviétique, l'Angleterre l'emporte 2-0 et se classe troisième.
À titre individuel, Geoff Hurst et Bobby Moore font partie de l'équipe-type de la compétition.

## Phase qualificative
La phase préliminaire comprend huit poules. Le premier de chaque groupe se qualifie pour les quarts de finale.

### Phase préliminaire
| Rang | Équipe          | Pts | J | G | N | P | Bp | Bc | Diff |  | Résultats (▼ dom., ► ext.) |     |     |     |     |
| ---- | --------------- | --- | - | - | - | - | -- | -- | ---- |  | -------------------------- | --- | --- | --- | --- |
| 1    | Angleterre      | 9   | 6 | 4 | 1 | 1 | 15 | 5  | +10  |  | Angleterre                 |     | 2-3 | 5-1 | 2-0 |
| 2    | Écosse          | 8   | 6 | 3 | 2 | 1 | 10 | 8  | +2   |  | Écosse                     | 1-1 |     | 3-2 | 2-1 |
| 3    | Pays de Galles  | 4   | 6 | 1 | 2 | 3 | 6  | 12 | -6   |  | Pays de Galles             | 0-3 | 1-1 |     | 2-0 |
| 4    | Irlande du Nord | 3   | 6 | 1 | 1 | 4 | 2  | 8  | -6   |  | Irlande du Nord            | 0-2 | 1-0 | 0-0 |     |

### Quart de finale
L'équipe d'Angleterre élimine l' Espagne, champion sortant.
| Équipe 1   | Résultat | Équipe 2 | Aller | Retour |
| ---------- | -------- | -------- | ----- | ------ |
| Angleterre | 3 - 1    | Espagne  | 1 - 0 | 2 - 1  |

## Phase finale

### Demi-finale
| Entraîneur : |
| R. Mitić     |

| Entraîneur : |
| A. Ramsey    |

| Entraîneur : |
| R. Mitić     |

| Entraîneur : |
| A. Ramsey    |

### Petite finale
| Entraîneur : |
| A.Ramsey     |

| Entraîneur : |
| M.Yakushin   |

| Entraîneur : |
| A.Ramsey     |

| Entraîneur : |
| M.Yakushin   |

## Effectif
Sélectionneur : Alf Ramsey
| No. | Pos.      | Joueur         | Date de naissance et âge | Sélec. | Club              |
| --- | --------- | -------------- | ------------------------ | ------ | ----------------- |
| 1   | Gardien   | Gordon Banks   | 30 décembre 1937         | 43     | Stoke City        |
| 2   | Défenseur | Keith Newton   | 23 juin 1941             | 9      | Blackburn Rovers  |
| 3   | Défenseur | Ray Wilson     | 17 décembre 1934         | 61     | Everton           |
| 4   | Milieu    | Alan Mullery   | 23 novembre 1941         | 10     | Tottenham Hotspur |
| 5   | Défenseur | Brian Labone   | 23 janvier 1940          | 9      | Everton FC        |
| 6   | Défenseur | Bobby Moore    | 12 avril 1941            | 61     | West Ham United   |
| 7   | Milieu    | Alan Ball      | 12 mai 1945              | 26     | Everton FC        |
| 8   | Attaquant | Roger Hunt     | 20 juillet 1938          | 30     | Liverpool FC      |
| 9   | Milieu    | Bobby Charlton | 11 octobre 1937          | 85     | Manchester United |
| 10  | Attaquant | Geoff Hurst    | 8 décembre 1941          | 20     | West Ham United   |
| 11  | Milieu    | Martin Peters  | 8 novembre 1943          | 19     | West Ham United   |
| 12  | Gardien   | Alex Stepney   | 18 septembre 1942        | 1      | Manchester United |
| 13  | Gardien   | Gordon West    | 24 avril 1943            | 0      | Everton FC        |
| 14  | Milieu    | Cyril Knowles  | 13 juillet 1944          | 4      | Tottenham Hotspur |
| 15  | Défenseur | Jack Charlton  | 8 mai 1935               | 28     | Leeds United      |
| 16  | Défenseur | Tommy Wright   | 21 octobre 1944          | 0      | Everton FC        |
| 17  | Milieu    | Nobby Stiles   | 18 mai 1942              | 24     | Manchester United |
| 18  | Attaquant | Mike Summerbee | 15 décembre 1942         | 3      | Manchester City   |
| 19  | Défenseur | Norman Hunter  | 29 octobre 1943          | 8      | Leeds United      |
| 20  | Milieu    | Colin Bell     | 26 février 1946          | 2      | Manchester City   |
| 21  | Attaquant | Jimmy Greaves  | 20 février 1940          | 57     | Tottenham Hotspur |
| 22  | Attaquant | Peter Thompson | 27 novembre 1942         | 14     | Liverpool         |

## Navigation